# Erma Franklin
Erma Vernice Franklin (Shelby (Mississippi), 13 maart 1938 – Detroit, 7 september 2002) was een Amerikaanse soul-, rhythm-and-blues- en popzangeres. Haar bekendste hit is de originele versie van Piece of My Heart. Ze was een zus van Aretha Franklin, bij wie ze ook in het achtergrondkoor zat.
Verder was ze als solozangeres minder succesvol dan Aretha omdat de platenmaatschappij geen geschikte nummers voor haar kon vinden. Halverwege de jaren 70 zei ze de muziekindustrie vaarwel en zette ze zich in voor kansarme kinderen.
Ze stierf in 2002 aan keelkanker.

## Hitsingles
- "Piece of My Heart"
- "Gotta Find Me a Lover (24 Hours a Day)"